# Magerwiese am Wasserwerk Tolkewitz
Die Magerwiese am Wasserwerk Tolkewitz ist ein als Flächennaturdenkmal (ND 18) ausgewiesenes Areal der Dresdner Elbwiesen im Stadtteil Tolkewitz. Diese „typische Glatthaferwiese des Elbtals“ (mit dem Gewöhnlichen Glatthafer als Kernart der Pflanzengesellschaft) ist enthalten im Landschaftsschutzgebiet Dresdner Elbwiesen und -altarme sowie im FFH-Gebiet Elbtal zwischen Schöna und Mühlberg und dem gleichnamigen Europäischen Vogelschutzgebiet.

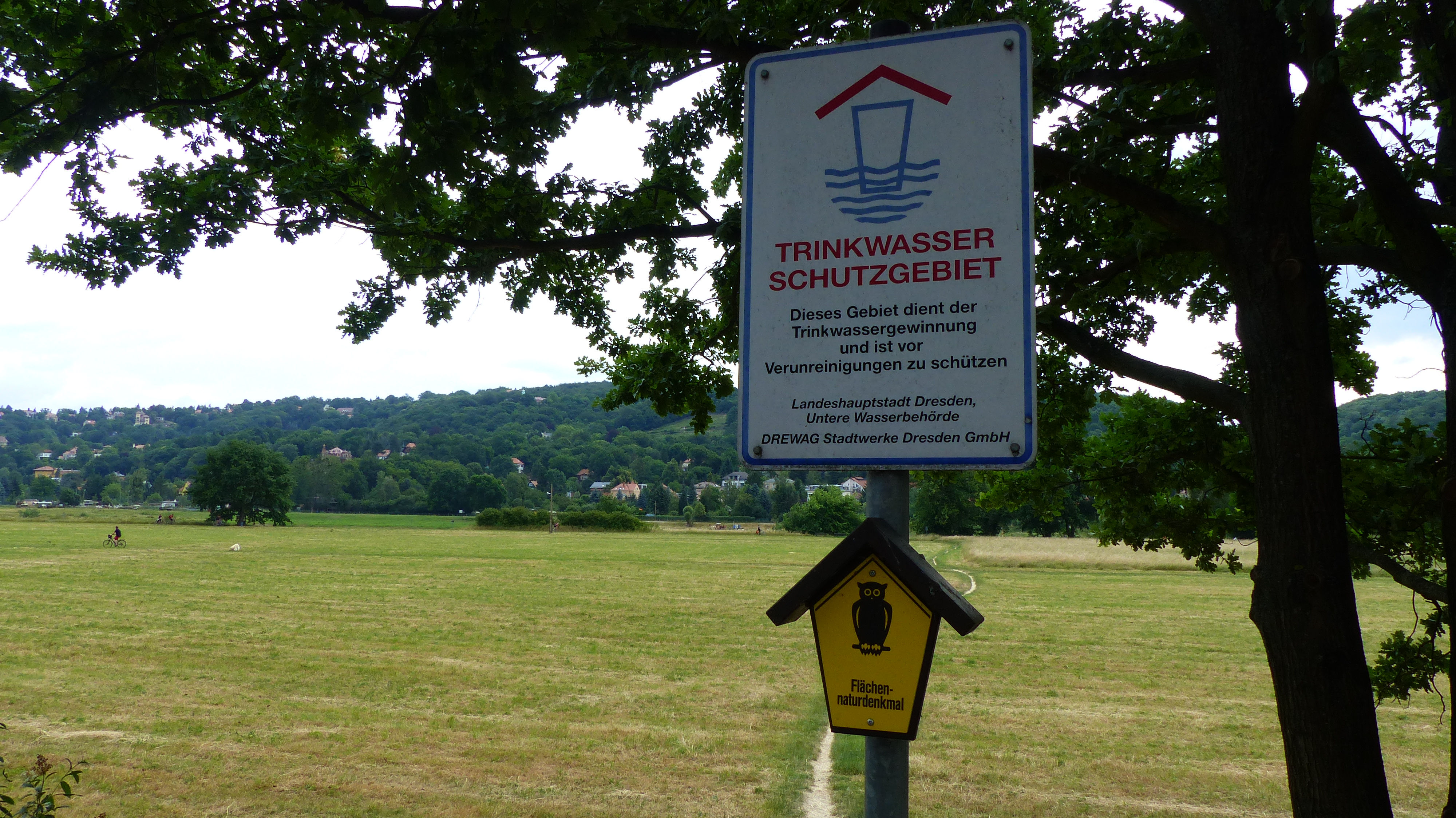
Flächennaturdenkmale Magerwiese am Wasserwerk Tolkewitz und Bläulingswiese am Wasserwerk Tolkewitz (nach der Mahd)

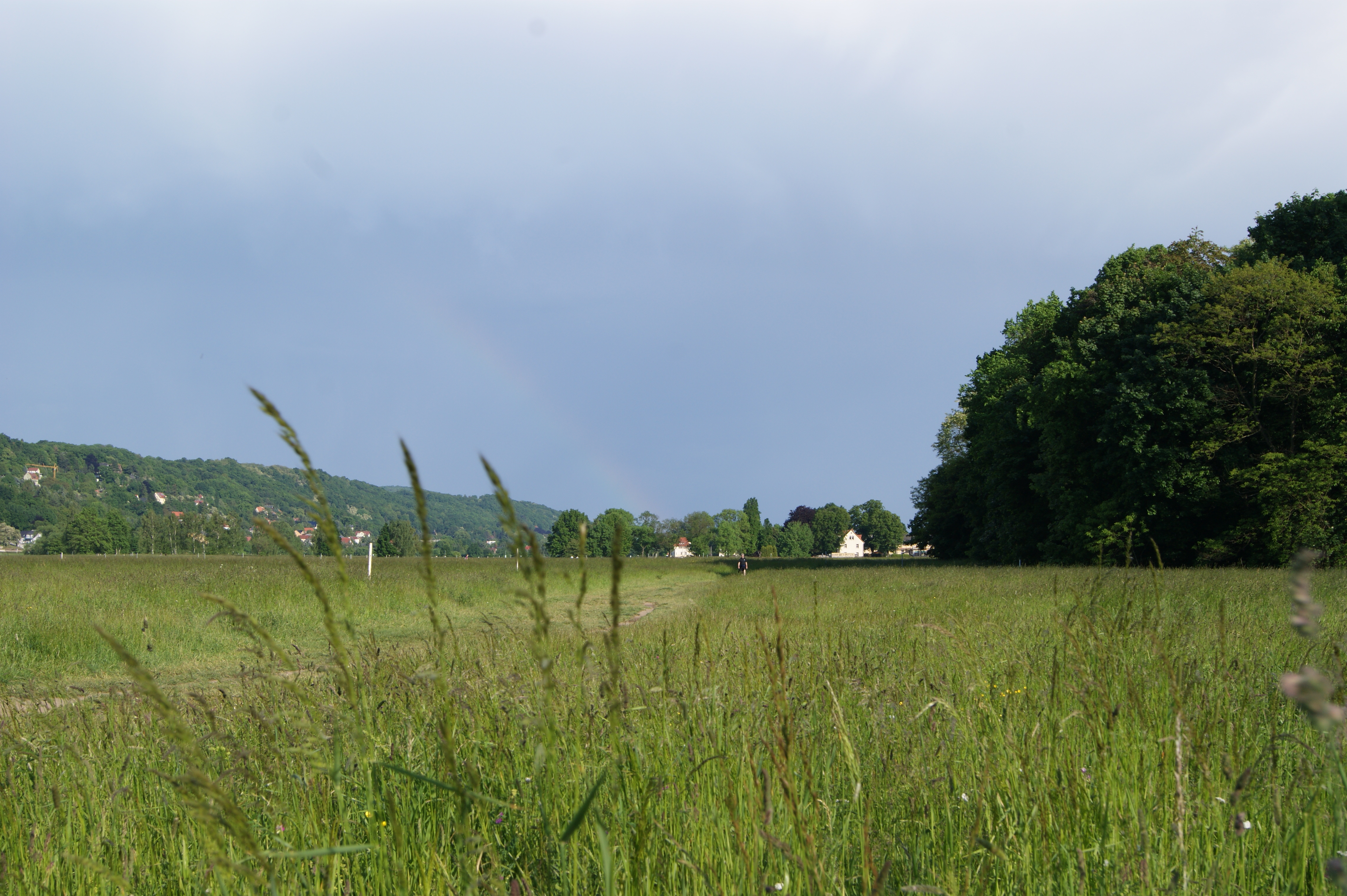
Wiesengesellschaft des Flächennaturdenkmals Magerwiese am Wasserwerk Tolkewitz

Mit seiner Form zweier ungleichmäßig großer Flächen, die auf Höhe des Baumgürtels am Wasserwerk Tolkewitz nur durch einen länglichen schmalen Steg verbunden sind, erinnert es an die Seitenansicht der Sohle eines Schuhs mit Absatz. Elbwärts benachbart ist das Flächennaturdenkmal Bläulingswiese am Wasserwerk Tolkewitz, mit dem diese „Schuhsohle“ die Form eines hinten offenen Holzschuhs hat. Die Flächen beider Naturdenkmale – 4,89 Hektar bei der Magerwiese und 4,93 Hektar bei der Bläulingswiese – liegen jeweils knapp unter dem Maximum (5 Hektar) dessen, was nach § 28 des Bundesnaturschutzgesetzes als einzelnes Flächennaturdenkmal ausgewiesen werden kann.
Zu den Charakterarten der Wiese gehören der Wiesen-Storchschnabel (Geranium pratense) und die Große Bibernelle (Pimpinella major). „Das Flächennaturdenkmal beinhaltet einen repräsentativen Ausschnitt der artenreichen Glatthaferwiese auf schluffig-sandigen Auenböden im Bereich der Wasserfassung des Wasserwerkes Tolkewitz.“ Sein Schutzzweck ist „die Erhaltung eines repräsentativen Abschnittes der Stromtalwiesen der Elbe mit gebietstypischer artenreicher Glatthaferwiese in charakteristischer Ausstattung als Teil des Biotopverbundes im Elbtal wegen deren Seltenheit, Eigenart und Schönheit sowie zum Zwecke eines nachhaltigen Biotop- und Artenschutzes, insbesondere zur Sicherung auen- und stromtaltypischer Pflanzengesellschaften im Wiesenbereich des Wasserwerkes Tolkewitz.“